# 伊万·列普谢
伊万·伊万诺维奇·列普谢（俄语：Иван Иванович Лепсе，1889年7月2日—1929年10月6日）他是全联盟共产党（布尔什维克）中央组织局候补委员、全苏工会中央理事会主席。